# Amphithyris buckmani
Amphithyris buckmani är en armfotingsart som beskrevs av Thomson 1918. Amphithyris buckmani ingår i släktet Amphithyris och familjen Platidiidae. Inga underarter finns listade i Catalogue of Life.